# Ordis (kommun)
Ordis är en kommun i Spanien.   Den ligger i provinsen Província de Girona och regionen Katalonien, i den östra delen av landet, 600 km öster om huvudstaden Madrid. Antalet invånare är 391. Arean är 8,6 kvadratkilometer. Ordis gränsar till Vilanant, Avinyonet de Puigventós, Borrassà, Pontós och Navata. 
Terrängen i Ordis är platt.